# South Queensferry
Queensferry (spesso indicata come South Queensferry per distinguerla da North Queensferry), era originariamente un Royal Burgh in West Lothian, ora parte della città di Edimburgo in Scozia. Si trova a circa 16 km dal centro della città, sulle rive del Firth of Forth fra Forth Bridge e Forth Road Bridge, a circa 13 km dall'aeroporto di Edimburgo. La popolazione risultava essere di 9.370 abitanti nel censimento del 2001. L'antico nome in lingua gaelica scozzese è Cas Chaolas che significa "scoscesa ai lati dello stretto", ma oggi viene frequentemente utilizzato il nome anglicizzato.
La città ha preso il nome da Santa Margherita di Scozia che da qui attraversava il fiordo in traghetto per visitare la sua cappella nel Castello di Edimburgo. Ella morì nel 1093 e fece il suo ultimo viaggio in traghetto verso l'abbazia di Dunfermline. Suo figlio, Davide I di Scozia, assegnò i diritti di traghettamento all'abbazia.
A South Queensferry non esistono più i traghetti dal 1964 quando venne aperto al traffico il Forth Road Bridge. I servizi continuano dal porto verso le isole del Firth of Forth, compresa Inchcolm.